# Distaplia smithi
Distaplia smithi is een zakpijpensoort uit de familie van de Holozoidae. De wetenschappelijke naam van de soort is voor het eerst geldig gepubliceerd in 1968 door Abbott & Trason.